# Kafr Zibad
Kafr Zibad (àrab: كفر زيباد, Kafr Zībād) és una vila palestina de la governació de Tulkarem, a Cisjordània, situa da a 17 kilòmetres al sud de Tulkarem. Segons l'Oficina Central Palestina d'Estadístiques tenia 1.264 habitants el 2016. El 19% de la població de Kafr Zibad eren refugiats palestins en 1991. A la vila hi ha les instal·lacions sanitàries que serveixen als pobles dels voltants, així com una de les millors escolrs secundàries de la regió. Hi ha una mesquita històrica del període del califa Úmar ibn al-Khattab. Les instal·lacions són considerades MOH nivell 2.

## Etimologia
El nom de Kafr Zibad tal com es pensava prové de Zabad, un nom semita que significa "generositat". E. H. Palmer va assenyalar que el nom significava «vila de Zebed».

## Història
S'hi ha trobat ceràmica d'època romana d'Orient.

### Època otomana
El poble va ser incorporat a l'Imperi Otomà amb la resta de Palestina en 1517. En 1596, en els registres d'impostos otomans van aparèixer sota aquest nom, situada a la nàhiya de Bani Sa'b, al sanjak de Nablus. Tenia una població de 50 llars musulmanes. Pagaven un impost fix del 33.3% en productes agrícoles, incloent blat, ordi, cultius d'estiu, oliveres, cabres i ruscs, a més d'ingressos ocasionals i una premsa per a oli d'oliva o xarop de raïm; un total de 10.280 akçe.
En 1882 el Survey of Western Palestine (SWP) del Fons per a l'Exploració de Palestina va descriure Kafr Zibad: «un poble de grandària moderada sobre un petit altiplà, que sobresurt la vall al nord de la mateixa, és de pedra. Un ascens escarpat, amb una cisterna al nord, al sud, una figuera, i més enllà d'això, unes poques oliveres, on es trobaven les tendes del Survey, a prop d'elles hi havia una tomba tallada en roca. El subministrament d'aigua és de cisternes.»

### Època del Mandat Britànic
Segons el cens organitzat en 1922 per les autoritats del Mandat Britànic, Kafr Zibad tenia 260 musulmans, incrementats en el cens de Palestina de 1931 a 469 persones, tots musulmans, vivint en 96 cases.
En 1945 la població de Kafr Zibad era de 1,590 musulmans, amb 7,085 dúnams de terra segons un cens oficial de terra i població. D'aquests, 2,266 dúnams eren plantacions i terra de rec, 1,434 eren usats per a cereals, mentre que 22 dúnams eren sòl edificat.

### Després de 1948
Després de la de la Guerra araboisraeliana de 1948, i després dels acords d'Armistici de 1949, Zeita va restar en mans de Jordània. Després de la Guerra dels Sis Dies el 1967, ha estat sota ocupació israeliana